# Вишерский заповедник
Государственный природный заповедник «Вишерский» — особо охраняемая природная территория России, находится в Пермском крае.

## Основные сведения
Заповедник «Вишерский» основан 26 февраля 1991 года Постановлением Совета Министров РСФСР № 120 от 26.02.1991 года.
Площадь охраняемой территории заповедника «Вишерский» составляет 241,2 тысячи га, из них: темнохвойные таежные леса — 183, 243 тыс. га (76 %), безлесные горные ландшафты — 48,511 тыс. га (20 %), болота — 8,789 тыс. га (3,6 %), водная поверхность (реки, ручьи, озерца) — 0,657 тыс. га (0,4 %).
По размерам охраняемой территории заповедник «Вишерский» занимает шестое место среди 39 аналогичных ООПТ Европейской России. Он в 6,3 раза больше другого прикамского заповедника «Басеги»(0,38 тыс. км²), намного превосходит такие известные европейские государства-карлики, как Лихтенштейн (0,160 тыс. км²), Андорра (0,468 тыс. км²), Монако (1,950 тыс. км²), и практически равен Люксембургу (2,586 тыс. км²).
На территории заповедника «Вишерский» обитают представители фаун сразу пяти обширных природно-географических зон: арктических тундр, европейских хвойных лесов, сибирской тайги, сибирских лесостепей и Уральских гор.

## История
Научные экспедиции работали на землях Вишерского Урала задолго до создания заповедника. С первой половины XIX века этот удаленный район Пермской земли привлекал к себе внимание ученых разных специальностей. Разрозненные сведения о ней появляются в описаниях П. С. Палласа и И. И. Лепехина (конец XVIII — начало XIX века). В середине XIX века работала Североуральская экспедиция Русского географического общества (1847—1848 гг. и 1850 г.) под руководством профессора Э. К. Гофмана. Были собраны разнообразные материалы по геологии флоре и фауне района. В частности, ботаник Ф. И. Рупрехт в 1854 году опубликовал первые данные о своеобразии растительного покрова вишерских верховий. В 1870-е годы ботанические экспедиции провел П. Н. Крылов. В 1884—1889 годах академик Е. С. Федоров осуществил геологическое описание бассейн р. Вишеры от истока до места впадения р. Улс. В начале XX века птиц бассейна Вишеры исследовал С. А. Резцов. В 1904—1906 годах Луи-Клод Дюпарк исследовал бассейны рек Вишера и Улс и составил геологическую карту этих земель.
Многократные экспедиции, осуществленные в первой половине XX века под руководством известных ботаников П. Л. Горчаковского, К. Н. Игошиной и А. М. Овеснова заложили основы современных научных представлений о растительности Вишерского Урала. В 1940—1950-х годах А. М. Овесновым проведено обследование горных лугов на хребтах Яны-Емки и Ошеньер. Итогом этих работ стало несколько обобщающих статей и монография «Горные луга Западного Урала» (1952). В 1950-е годы С. П. Чащин собирал материал по куньим Прикамья в составе физико-географической экспедиции Пермского государственного университета, учёные которого также составили списки рыб реки Вишеры (А. И. Букирев, В. В. Овчинников, 1960-е годы), амфибий, рептилий и млекопитающих (Г. А. Воронов, В. А. Акимов и другие, конец 1970-х — начало 1980-х годов), птиц (А. И. Шепель, 1983-й и последующие годы), исследовала особенности флоры (Т. П. Белковская, с 1960-х годов).
Впервые тезис о необходимости создания заповедника в горной северо-таёжной части Прикамья был выдвинут на заседании учёного совета Естественно-научного института совместно с биологическим факультетом Пермского государственного университета. 11 января 1947 года участники заседания, в числе которых были А. Н. Пономарев, А. И. Овеснов, С. П. Чащин, П. Н. Красовский, М. М. Данилова и ряд других, признали необходимым организовать в Пермской области 4 заповедника и 18 заповедных участков.
В 1991 году кафедрой биогеоценологии и охраны природы ПГУ была завершена разработка документации и проекта организации государственного заповедника «Вишерский», куда были включены материалы сотрудников и студентов кафедры, а также биологов Т. П. Белковской, Е. А. Зиновьева. library.psu.ru. Дата обращения: 22 мая 2022. и А. И. Шепеля. Ответственным исполнителем проекта был сотрудник кафедры В. З. Рубинштейн, научным руководителем — Г. А. Воронов.
Официальным днем рождения государственного природного заповедника «Вишерский» считается 26 февраля 1991 года. В 2021 году особо охраняемая природная территория Северного Урала отметила 30-летний юбилей. Государственный природный заповедник «Вишерский» находится в ведении Министерства природных ресурсов и экологии Российской Федерации.

## География
Заповедник «Вишерский» располагается в восточной части Европейской равнины, на западном макросклоне Северного Урала. На севере особо охраняемая природная территория граничит с Троицко-Печорским районом Республики Коми, на востоке — с Ивдельским районом Свердловской области. Восточная граница заповедника совпадает с Главным Уральским водоразделом. Крайний северный рубеж заповедника — это вершина горы Саклаим-Сори-Чахль (1128 м). Она же является самой северной точкой Пермского края и единственным на Урале водоразделом бассейнов трёх великих рек: Камы, Печоры и Оби.
Территория заповедника «Вишерский» по характеру рельефа и особенностям геологического строения делится на три района.
Первый — Западный район — это область распространения карбонатных пород (долины Вишеры и Лыпьи с высотами, не превышающими 450 м над уровнем моря).
Второй — Северный район — это северная часть заповедника с преобладанием горных пород ниолсовской свиты. Он включает хребты Лопьинский, Вишерский, Мунин-Тумп, Оше-Ньёр.
Третий — Центральный район — весьма пестрый по составу горных пород и рельефу, не поддающийся пока делению. Исключением являются юго-западные хребты: Чувальский Камень, Лиственничный и Курыксар, сложенные породами Чувальской свиты. Они выделены в особый подрайон Центрального района — Юго-Западный.
В Центральном районе находятся наиболее крупные хребты и горы, соединенные системой перевалов в единый горный узел. Соединительной осью этого узла является водораздельный хребет Молебный Камень с вершинами Ойка-Чахль (1322,4) на севере и Эква-Чахль (1290,1) — на юге, и мощными ответвлениями: на северо-западе — это хребет Муравьиный Камень с сопкой Хусь-Ойка (1350,1), в своей северной части соединенной длинным широким перешейком с лежащей напротив горой Ойка-Чахль; на юго-западе — это гора Хомги-Нёл (1301,0), соединенная перевалами с горой Ишерим и хребтом Ольховочный Камень.
К северу от горы Ойка-Чахль расположен живописный хребет Мань-Ур, венчающий этот горный узел. К западу от него, в междуречье Вишеры и Большой Мойвы. ru.wikipedia.su. Дата обращения: 22 мая 2022. расположен второй горный узел: хребет Тулымский Камень (1469,8), соединенный системой перемычек с южными хребтами. Все крупные вершины имеют крутые склоны, покрытые крупноглыбовыми россыпями коренных пород — курумами. Рельеф среднегорный. Перепад высот от 240 м (долина Вишеры в южной части заповедника) до 1469,8 м (хр. Тулымский Камень).
Северные хребты Оше-Ньёр, Вишерский, Лопьинский, Мунин-Тумп и южные хребты Чувальский, Лиственничный, Курыксар, как правило, плосковершинные с многочисленными живописными останцами и пологими склонами, с абсолютными высотами 800—1000 м над уровнем моря. Границей между Северным и Центральным районами является широкая заболоченная долина реки Ниолс.
Горами-«тысячниками» заповедника «Вишерский» являются восемь вершин: это Тулымский Камень (1469 м над ур. м.), Молебный Камень с главной вершиной Ойка-Чахль (1322 м), Хомги-Нёл (1301 м), Ольховочный (1056 м), Муравьиный с горой Хусь-Ойка (1350 м), Ишерим (1331,8 м), Мартай (1129,5 м) и Саклаим-Сори-Чахль (1129 м).

## Заповедные реки
Главная заповедная река — Вишера — имеет протяжённость 415 километров и является одним из крупнейших и наиболее полноводных уральских притоков Камы. Причем примерно 1/4 часть — это первые 111 км — она протекает по заповеднику «Вишерский», принимая воды десятков малых горных рек и ручьев. Истоки Вишеры находятся на южном склоне горы Саклаимсоричахл. За столь труднопроизносимым названием скрывается удивительно поэтичный перевод «Гора у седловины, где были рассыпаны бусы». Первые три километра Вишера течет по горной тундре, постепенно унося свои воды в лесной пояс. На 35-километровом участке от истока до места впадения реки Ниолс заповедная река носит мансийское название — Пассер-Я (Пазарья). Переводов этого слова несколько: большая вода, сжатая река, рябиновая река. В пределах особо охраняемой природной территории характер Вишеры постоянно меняется: от горного к полугорному.
Самыми крупными притоками Вишеры являются реки Хальсория — 17 км, Ниолс — 26 км, Мойва (с Большой Мойвой) — 52 км, Малая Мойва — 21 км, Лопья — 28 км, Лыпья — 52 км, Вёлс — 112 км (из них первые 36 км по заповеднику и охранной зоне). Все реки имеют горный характер: высокая скорость течения, каменистые русла, порожистые участки, бурные перекаты, сменяющиеся плесами, быстрые и значительные колебания уровня воды, связанные с выпадающим осадками. Исключением являются участки рек, приуроченные к депрессиям рельефа. Для них характерно спокойное течение и низкие берега с обширными пойменными болотами и заболоченными лесами.

## Климат
Климат Вишерского Урала умеренно-континентальный с продолжительной многоснежной зимой и коротким прохладным летом. Вследствие особенностей рельефа и влияния Атлантических циклонов верховья реки Вишеры являются наиболее дождливым и многоснежным районом Пермского края. Большое влияние на климат территории заповедника «Вишерский» оказывают воздушные массы, приносящие влагу с Атлантического океана. Уральские горы, как естественное препятствие, создают благоприятные условия для выпадения осадков в предгорных и горных районах. В среднем за год в горных долинах заповедника — на высотах 260—460 м — выпадает 830—940 мм осадков. По данным исследований Свердловской гидрографической партии, на высотах 700—800 м годовая сумма осадков равна 1300—1600 мм. Две трети годового количества осадков на заповедной территории приходится на фенологические периоды. весны, лета и осени, одна треть — на сезон зимы.